# Lingua normanna

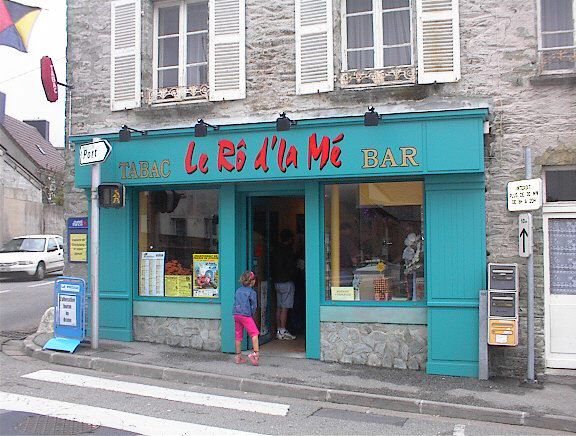
Un bar normanno

La lingua normanna (o normanda) è una lingua romanza parlata nella Normandia continentale e insulare. È una delle più importanti lingue d'oïl.

## Storia
Gli invasori normanni che occuparono il territorio dell'odierna Normandia avevano adottato la parlata galloromanza dell'antica Neustria, che si mescolò a tratti lessicali e sintattici della loro lingua originaria, il norreno.
Secondo alcuni l'h aspirata normanna, che si trova nel Cotentin e nella Hague (pronunciata [ˈχɑːɡ]), è dovuta all'influsso germanico, mentre secondo altri si spiegherebbe per influenza dell'inglese all'epoca del regno anglo-normanno (senza escludere la Normandia insulare).
La lingua normanna si impiantò in Inghilterra a partire dalla conquista da parte di Guglielmo il Conquistatore: vi si stabilì una concorrenza tra il dialetto francese, inizialmente imposto ovunque come lingua ufficiale, che proseguì fino al XIV secolo, epoca in cui la lingua francese perse poco a poco di importanza per infine sparire.
Il nome di lingua anglo-normanna venne dato al dialetto importato in Inghilterra, che per influenza della lingua anglosassone e del francese letterario, era divenuto distinto dal normanno continentale. Entrambe le parlate posseggono una loro letteratura.

## Varianti e distribuzione
Si parlano diverse varietà della lingua normanna:
- In Francia (Normandia continentale):
  - nel Cotentin il cotentinais (loceis),
  - nel Pays de Caux il cauchois (caôcheis),
  - nel Pays d'Auge l'augeron (augeron), oggi quasi scomparso;
- nelle isole anglo-normanne:
  - a Jersey, il jèrriais
  - a Guernsey, il guernésiais,
  - a Sark (Sercq) il sercquiais, quasi estinto
  - ad Alderney (Aurigny) l'auregnais, scomparso nel XX secolo.

Il normanno ha fortemente influenzato la parlata del Québec in Canada e in particolare la parlata delle classi operaie e agricole (joual) e il francese acadiano.
Si distingue inoltre tra il normanno propriamente detto e quello parlato a sud dell'isoglossa detta linea Joret. Questo normanno meridionale, parlato in particolare nei dipartimenti della Manica (regione di Avranches) e dell'Orne e in parte del dipartimento dell'Eure si avvicina al gallo.
Ad esempio, la parola che indica "borsa", "sacco" diventa pouque al nord e pouche al sud; la parola per vacca diventa vaque al nord e vache al sud.
Il normanno propriamente detto rientra nelle lingue della Francia, classificato tra le lingue d'oïl. Nel Cotentin è insegnato in alcune scuole superiori.
Le parlate insulari sono ufficialmente riconosciute dal governo delle isole anglo-normanne, pur non essendo lingue ufficiali, e sono insegnate nelle scuole di Jersey e di Guernesey. Le parlate di queste due isole sono inoltre riconosciute come lingue regionali nel Regno Unito nel quadro del Consiglio britannico-irlandese.

## Grafie
Esistono tre sistemi ortografici standardizzati: per il normanno continentale (cotentinais, secondo il sistema Lechanteur), per la parlata dell'isola di Jersey (jersiais, secondo i dizionari Le Maistre, del 1966 e della Société Jersiaise, del 2005) e per la parlata dell'isola di Guernesey (guernesiais, secondo il dizionario De Garis, del 1982).
Per esempio l'esito della parola latina canem ("cane", in francese chien) si scrive in normanno continentale quyin (pronunciato [k]uien o [ʧ]i a seconda delle località) e tchian secondo l'ortografia insulare.

## Derivazioni e influssi
Il lessico è stato influenzato dall'antico norreno: ad esempio da greiða deriva graie al posto del francese préparer ("preparare"), da hóra, hardelle al posto di fille ("ragazza"), da haugr, hougue al posto di mont ("monte"), da mávar, mauve al posto di mouette ("gabbiano"), da mygla, mucre al posto di humide ("umido"), da poki, pouque al posto di sac ("sacco", "borsa").
La lingua francese ha acquisito la maggior parte del suo lessico nautico dall'antico norreno con il tramite del normanno.

### Influenza nella lingua inglese
Elementi del normanno sono passati alla lingua inglese in seguito alla conquista dell'Inghilterra nel 1066, come candle ("candela", dal normanno caundèle), castle ("castello", dal normanno câté, antico castel), cat ("gatto", da cat), chair ("sedia", da tchair), garden ("giardino", da gardin), war ("guerra", da werre). L'anglo-normanno fu la lingua ufficiale dell'Inghilterra fino a poco prima dell'inizio del XII secolo.

### Lingua siciliana
Quando i due condottieri normanni più famosi dell'Italia meridionale, Ruggero I di Sicilia e suo fratello, Roberto il Guiscardo, iniziarono la conquista della Sicilia nel 1061, controllavano già l'estremo sud dell'Italia (la Puglia e la Calabria). Con la conquista della Sicilia e la successiva migrazione normanna la lingua e un gran numero di parole normanne divennero la base della nascente lingua siciliana, per esempio :
- accattari - comprare (dal normanno acater, francese moderno acheter)
- accia - sedano (da ache). Più probabilmente dal latino "accium"
- ammintuari o muntuari - accennare, nominare (dal normanno mentevoir)
- armuaru o armaru - armadio (da armoire)
- appujari - appoggiare (da appuyer)
- bucceri (vucceri) - macellaio (da bouchier)
- buatta - latta, barattolo (da boîte)
- custureri - sarto (da coustrier, francese moderno coutourier)
- nzajari - provare (da essayer)
- firranti - grigio (da ferrant)
- foddi - pazzo (da fol)
- giugnettu - luglio (da juignet)
- lariu - brutto (da laid)
- largasìa - generosità (da largesse)
- magasinu - magazzino (da magasin)
- mustàzzi - baffi (da moustache)
- puseri - pollice (da poucier)
- quasetti o causetti - calze (da "chausettes")
- racìna - uva (da raisin)
- raggia - rabbia (da rage)
- rua - via (da rue)
- tastari - assaggiare (da taster, francese antico; ma anche dall'inglese to taste)
- travagghiari - lavorare (da travaller, francese moderno travailler, ma in castigliano trabajar dal latino. tripaliāre, de tripalĭum)
- attrippari o attruppiccari - inciampare (dal normanno triper; ma anche provenzale trepar)
- attummari o attummuliari - cadere (da tomber)
- giarnu - giallo (dal francese jaune)

## Stampa
A Jersey viene pubblicato un giornale, il Jersey Evening Post, con alcuni articoli in Jèrriais, un dialetto della lingua normanna.